# 邦迪对峙
邦迪对峙（英語：Bundy standoff）是2014年發生於美國农场主克莱文·邦迪及其支持者与美国执法当局之间的武装对峙事件。

## 前因

### 法律爭議
美國聯邦政府指控克莱文·邦迪自1993年以來，在内华达州联邦政府地块放养牛群，卻長期不交放牧费，累積欠费高达上百万美元。事件起因為1989年，美國的土地管理局（BLM）宣布內華達州東南部是頻臨絕種的沙漠龜的自然保護區，該區域禁止放牧，但邦迪位於維京河谷的牧場正好與保護區部分重疊。由於在保護區內放牧，聯邦政府開始向邦迪要求繳納罰款。然而邦迪則表示，他的祖先自1877年起就在這片牧場上放牧，當時土管局尚未成立，他們遠比聯邦政府更早擁有土地的所有權，因此邦迪自1993年起便拒絕繳納任何罰款。根據網路消息指出，事件是因當地政府包括土地管理局受到財團權貴指使，想徵收邦迪一家土地未果，才會使出包括劃定自然保護區在內的各種手段想趕走邦迪一家。
1993年，邦迪一家家族為了抗議土地管理局的新放牧規定，拒絕更新（renew）允許他們在邦克維爾（Bunkerville, Nevada）公有地放牧的執照，此後一直在沒有更新執照的情況下，在公有地放牧。
對邦迪一家而言，他們認爲美國聯邦政府對這片土地沒有行使憲政的權力，但是他們的想法卻不斷被聯邦法院駁回。美國最高法院指出，美國憲法第四條規定，美國可以授權國會去管理聯邦的資產。

### 長期對抗
1998年，土地管理局按照美國內華達聯邦地區法院的判決，禁止邦迪一族在該公有地放牧 (該地之後被設為邦克維爾的社區農圃)。
2013年7月，聯邦法院下令邦迪一族不得进入聯邦政府在內華達州克拉克郡南邊所管理的土地。法院判決邦迪必須向美國內政部土地管理局支付100万美元的罚款，包括邦迪過去在內華達州東南部的聯邦政府土地上放牧的费用（該公有地與邦迪的農場相鄰），但邦迪拒絕缴納罚款。

## 經過

### 爆發
2014年3月27日，位于克拉克县的145,604英亩联邦土地以「捕获，扣留并清除非法侵入的牛群」为理由暂时封闭，而美国联邦土地管理局的执法人员于4月5日开始圍捕進入該土地范围内的将近400头牛(由美國菸酒槍炮及爆裂物管理局監督)，其中将近90%属于克莱文。
邦迪一家不服，认为其家族早在1877年就迁徙至此，而美國內政部土地管理局直到1946年才成立，因此該家族擁有牧场所有權。克莱文·邦迪的儿子戴夫（Dave）與其親友前去與警察理论，在議論过程中與警方發生衝突，導致戴夫被捕。
4月12日，包括克萊文以及一部分武装人员在内的大批抗议者要求联邦土地管理局释放被抓捕的牛群，他們在邦迪的牧场周围設立营地和民兵路口检查站，將被執法人員收繳的邦迪家的牛和看守牛群的警察营地包围。

### 結束
迫于压力, 克莱文·邦迪和新任的土地管理局局长尼尔·科恩泽在警长道格·吉莱斯皮斡旋下进行谈判，局長选择放弃围捕牛群的行動、撤走执法人员、释放克萊文的牛群以缓解局势。

## 後續
冲突结束后不久，美國聯邦政府起訴包括邦迪本人及其两名儿子在内的17人。直到2015年末，克莱夫·邦迪依旧在联邦土地上放牧并且没有支付放牧费用和罰款。2017年7月26日，17名被告之中的来自亚利桑那州菲尼克斯的格雷戈里·布莱森（Gregory Burleson）被判处68年监禁。
新聞調查網站Infowars.com曾指出，為了在內華達州與中國合作太陽能開發案的美國國會議員里德（Harry Reid），主導了這一次的強制迫遷，但事後遭到里德否認，同時太陽能廠計畫也已於2013年撤出內華達州。邦迪本人則堅稱，瀕臨絕種的沙漠龜只是幌子，聯邦政府要收回他的牧場，只是想藉此開發更賺錢的門路。